# Юніон-Парк (Флорида)
Юніон-Парк (англ. Union Park) — переписна місцевість (CDP) в США, в окрузі Орандж штату Флорида. Населення — 10 452 особи (2020).

## Географія
Юніон-Парк розташований за координатами 28°34′2″ пн. ш. 81°14′14″ зх. д. / 28.56722° пн. ш. 81.23722° зх. д. (28.567242, -81.237190).  За даними Бюро перепису населення США в 2010 році переписна місцевість мала площу 7,47 км², з яких 7,38 км² — суходіл та 0,09 км² — водойми.

## Демографія
Згідно з переписом 2010 року, у переписній місцевості мешкало 9765 осіб у 3484 домогосподарствах у складі 2297 родин. Густота населення становила 1308 осіб/км².  Було 3807 помешкань (510/км²).
Расовий склад населення:
| - 73,9 % — білих - 8,5 % — чорних або афроамериканців - 4,0 % — азіатів - 0,7 % — корінних американців - 0,3 % — вихідців з тихоокеанських островів - 8,7 % — осіб інших рас |

До двох чи більше рас належало 3,9 %. Частка іспаномовних становила 41,0 % від усіх жителів.
За віковим діапазоном населення розподілялося таким чином: 21,3 % — особи молодші 18 років, 67,8 % — особи у віці 18—64 років, 10,9 % — особи у віці 65 років та старші. Медіана віку мешканця становила 32,4 року. На 100 осіб жіночої статі у переписній місцевості припадало 100,9 чоловіків;  на 100 жінок у віці від 18 років та старших — 98,8 чоловіків також старших 18 років.
Середній дохід на одне домашнє господарство  становив 51 301 долар США (медіана — 43 223), а середній дохід на одну сім'ю — 54 316 доларів (медіана — 46 813). Медіана доходів становила 36 250 доларів для чоловіків та 31 684 долари для жінок. За межею бідності перебувало 25,6 % осіб, у тому числі 34,2 % дітей у віці до 18 років та 18,3 % осіб у віці 65 років та старших.
Цивільне працевлаштоване населення становило 4944 особи. Основні галузі зайнятості: освіта, охорона здоров'я та соціальна допомога — 20,1 %, мистецтво, розваги та відпочинок — 17,4 %, науковці, спеціалісти, менеджери — 15,0 %.